# Alexandre Ochevenski
Alexandre Ochevenski (en russe : Александр Ошевенский ; dans le monde Alexeï Nikiforovitch Ocheven), né le 17 mars 1427 et mort le 20 avril 1479, est un prépodobnié orthodoxe, fondateur et premier higoumène du monastère Ochevenski à Kargopol (oblast d'Arkhangelsk).
Il est fêté le 20 avril (3 mai) en Carélie et à Novgorod en Russie. 

## Biographie

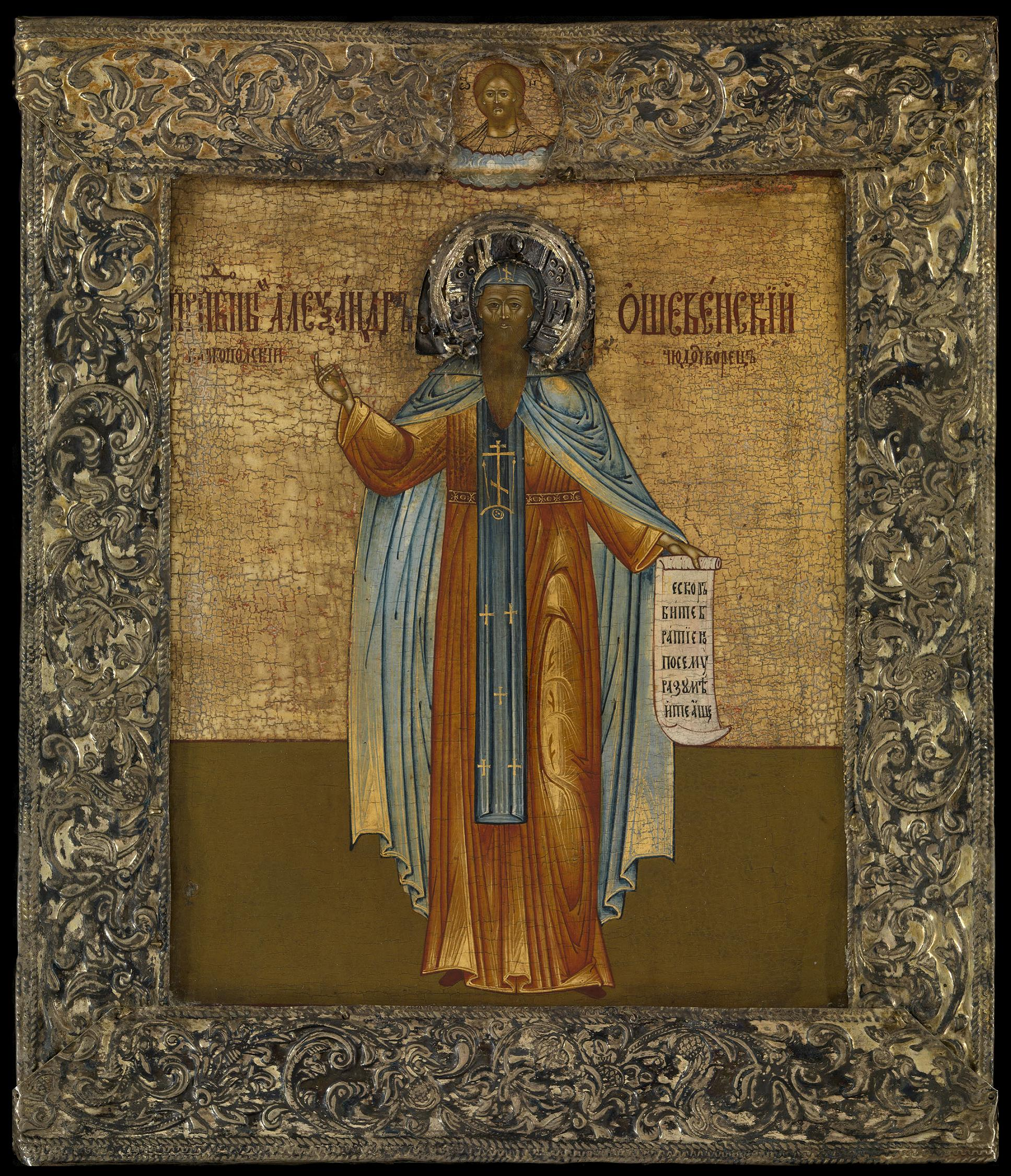
Alexandre Ochevenski ; œuvre de 1800

Alexandre est né dans une famille fortunée, fils de Nikifor (Nicéphore) Ochevnia. Son nom de baptême est Alexeï (Alexis). À 19 ans, il reçoit la tonsure au monastère de Kirillo-Belozersky et le nom d'Alexandre. Après le déménagement de son père au nord du pays, où il fonde une sloboda, il reçoit la bénédiction de son évêque pour fonder un nouveau monastère. Il a d'abord planté une croix, puis il a fait construire l'église Saint-Nicolas et une hôtellerie pour rassembler ses frères en religion. Alexandre était proche de l'hésychasme : dans sa communauté on pratiquait la prière, la prière du cœur. Alexandre a connu un conflit avec son frère qui était opposé à l'adoption de la tonsure par ses fils pour vivre comme des moines. Du fait de ce conflit, Alexandre tombe gravement malade et il n'est guéri, selon la légende, que grâce à un rêve au cours duquel il a une vision de saint Cyrille Belozersky.
Après la mort d'Alexandre, sa vie a été compilée et des icônes ont été peintes. Il y apparaît de taille moyenne, avec un visage sévère et des joues creuses, une barbe bien taillée et des cheveux châtains.